# 堀尾金助
堀尾 金助（ほりお きんすけ）は、安土桃山時代の武士。

## 生涯
天正元年（1573年）出生。堀尾吉晴の子、若しくは堀尾方泰の子とされるが続柄には異説がある。
天正18年（1590年）の豊臣秀吉の小田原征伐に吉晴と共に参戦したが、6月12日に陣中で死去した。享年18。死因については病死説と戦死説があり、前者が有力とされるが、信頼に足る記録はなく未詳。弟の忠氏が吉晴の継嗣となった。

## 俊巖院
吉晴が菩提を弔うため妙心寺塔頭に俊巖院を建立する。寺名は金助の戒名「逸岩世俊禅定門」による。

## 熱田裁断橋
金助については、熱田の裁断橋を架け替えた際に付けられた金助実母の文である擬宝珠銘文にその名が見える。第二次世界大戦後には「日本女性三名文」とされるこの裁断橋の擬宝珠銘文を基にした物語が多く創作された。

## 出自と死因
諸書の記述によって吉晴との続柄が違う。どの説も決定的なものは無く、金助母の続柄も変わる。
実子・病死説
『堀尾氏系図』『寛政重修諸家譜』によると吉晴長男とされる。従って金助母は側室と推測される。
堀尾吉晴の子で病死としている。
従兄弟・戦死説
『古城跡由来記』に依拠されるもので、叔父・方泰の実子、つまり吉晴の従兄弟で戦死であるとする。従って金助母は方泰室（紀州生まれ）である。
養子説
方泰実子の後に吉晴の養子となったとする『堀尾氏系図』と『古城跡由来記』の折衷案。従って金助母は方泰室。
弟説
『武功夜話』には吉晴弟として物語が展開されている。金助母は泰晴室となった。
別系説
『名古屋市史』では吉晴・方泰とは別系統の堀尾氏族である子生和郷の住人・堀尾権助の子弟ではないかとの推論が独自展開されている。